# Leopold Spiegel (Orgelbauer)
Leopold Spiegel (* um 1680; † 25. April 1730 in Prag) war ein süddeutscher Orgelbauer in Prag.

## Leben
Leopold Spiegel wuchs im damals zu Vorderösterreich gehörenden Fridingen an der Donau auf. Seine Vorfahren stammten aus Innerösterreich. Am 12. Februar 1712 wurde er auf eigenen Wunsch aus dem Bürgerrecht der Stadt Fridingen entlassen. Im Jahr 1721 erhielt er das Bürgerrecht der Stadt Prag.
Nach dem Totenbuch der Prager St.-Wenzels-Kirche auf der Kleinseite starb Spiegel im Jahr 1730 im Alter von 50 Jahren. Zu seinen Schülern zählte sein Neffe Hieronymus Spiegel, der nach seinen Prager Lehrjahren in Vorderösterreich wirkte.

## Werk
Leopold Spiegel baute Orgeln in Mittel- und Nordböhmen. Erhalten sind die Orgeln in Strahov und Manětín, ein Positiv in Malovary, sowie Prospekte in Prag St. Ursula, Roudnice und Doksany.
| Jahr      | Ort                             | Gebäude                      | Bild | Manuale | Register | Bemerkungen                                                                  |
| --------- | ------------------------------- | ---------------------------- | ---- | ------- | -------- | ---------------------------------------------------------------------------- |
| 1717/1727 | Prag                            | Loretokirche                 |      |         |          | nicht erhalten                                                               |
| 1718      | Prag Strahov                    | Geburtskirche                |      | II/P    | 19       | erhalten                                                                     |
| 1720      | Prag                            | Servitenkloster, St. Michael |      |         |          | nicht erhalten                                                               |
| 1721      | Manetin (Manětín)               | St.-Barbara-Kirche           |      | I/P     | 10       | erhalten → Orgel                                                             |
| 1722      | Prag                            | ?                            |      | I       | 4        | Positiv, 1853 umgesetzt nach Malovary, heute im Regionalmuseum erhalten      |
| 1726      | Prag Altstadt                   | Franz-Xaver-Kirche           |      |         |          | nicht erhalten                                                               |
| 1727–1730 | Prag Neustadt                   | St. Ursula-Kirche            |      | ?       | ?        | Prospekt erhalten                                                            |
| 1729      | Raudnitz an der Elbe (Roudnice) | Mariä-Geburt-Kirche          |      | II/P    | 24       | 1910 pneumatischer Neubau, Gehäuse erhalten                                  |
| 1729–1732 | Doxan (Doksany)                 | Prämonstratenserinnenstift   |      |         |          | 1924 Neubau mit erhaltenen Prospekt, Orgelwerk in das Nationalmuseum in Prag |
| ?         | Leitmeritz                      | Dominikanerkirche.           |      |         |          |                                                                              |